# Elton Mayo
George Elton Mayo, avstralski psiholog in sociolog, * 26. december 1880, Adelaide, † 7. september 1949, Guildford, Surrey.

## Življenje

### Zgodnje življenje
Bil je sin Georga Gibbesa Maya, inženirja gradbeništva in Henriette Mary, rojene Donaldson.
Sestra Eltona Maya je bila zdravnica Helen Mayo, brat Herbert Mayo (1885-1972) je postal vrhovni sodnik v Južni Avstraliji. Drugi brat, John Christian Mayo (1891-1955) je bil pomemben radioterapevt in kirurg, sestra Mary Penelope Mayo (1889-1969) pa je bila zgodovinarka. Elton je s svojo družino živel do leta 1900.
Leta 1893 je začel obiskovati Queen's School, nato pa se je od leta 1896 do 1898 izobraževal na St. Peter's College, ki je bila zasebna šola.
V juliju leta 1899, je Elton postal študent medicine na univerzi v Adelaidi, vendar je po neopravljenih izpitih zapustil univerzo leta 1900. Leta 1901 je svoj študij nadaljeval v Edinburghu in 1903 v Londonu. Študija medicine ni dokončal, leta 1903 je odšel v Zahodno Afriko, kjer je delal za Ashanti Mining Company. Po nekaj tednih je zbolel za mrzlico denga in odšel nazaj v Anglijo k sorodnikom. V Angliji je napisal članek o avstralski politiki, ki je bil leta 1904 objavljen v reviji Pall Mall Gazette. Poučeval je tudi angleščino na Working Men's College in nato v Great Ormond Street.

### Kariera v Avstraliji
V Avstralijo se je vrnil leta 1905 in se zaposlil v tiskarskem podjetju. Leta 1907 je spoznal profesorja Williama Mitchella in pričel pod njegovim mentorstvom zopet študirati. Študiral je psihologijo in filozofijo. V psihologiji je osvojil nagrado in leta 1911 diplomiral z odliko. V aprilu, leta 1911 se je preselil v Brisbane, kjer je delal kot predavatelj logike, psihologije in etike na Univerzi Quennslanda.
Elton Mayo se je poročil leta 1913 z Dorotheo McConnell. Leta 1915 se je rodila njegova prva hčerka, Patricia, leta 1921 pa njegova druga hčerka, Gael.
Njegova prva knjiga, Democracy and freedom, ki je izšla v Melbournu, leta 1919, je zajemala njegovo socialno razmišljanje, ki se je kasneje razvilo tudi v številnih člankih in njegovih najpomembnejših delih, The Human Problems of an Industrial Civilisation (New York, 1933) in The Social Problems of an Industrial Civilisation (London, 1945). Z opazovanjem industrijskega spora in političnega konflikta v Avstraliji, je Mayo zasnoval analogijo med vojnimi nevrozami in psihološkimi vzroki industrijskega nemira. Trdil je, da je delavčeva morala ali duševno zdravje odvisno od zaznavanja, kakšno funkcijo ima njegovo delo. Rešitev v industrijskem nemiru je videl v sociološki raziskavi in spremembah pri industrijskem vodstvu.
Leta 1919 je dobil tudi profesuro na področju filozofije. Istočasno je pridobival klinične izkušnje pri delu z zdravnikom T. R. H. Mathewsonom. Pod vplivi Freuda, Junga in Pierrja Janeta je študiral naravo živčnega zloma in z Mathewsonom sta razvila psihoanalitsko zdravljenje duševne travme. Dve leti sta zdravila različne paciente.

### Življenje od 1922 do 1949
Leta 1922 je zapustil Avstralijo in odšel v ZDA. Pol leta po prihodu se je zaposlil na Univerzi Pensilvanije, na novem oddelku za industrijsko raziskovanje.
Tu je delal kot raziskovalni sodelavec, zanimalo ga je empirično raziskovanje povezav med delavčevim razmišljanjem in industrijskimi problemi, kot so izčrpanost (je del izgorelosti), izostajanje, prihodek in stavke. V naslednjih treh letih je delal na več študijah v več podjetjih, najbolj znano izmed njih je Continental Mills. Razvil je model fluktuacije, ki je povezoval že obstoječe študije psiholoških in fizioloških faktorjev izčrpanosti. Te študije je povezal s svojimi izkušnjami v medicini in psihiatriji. To delo je pritegnilo pozornost Univerze Harvard, kamor se je nato leta 1926 tudi preselil in postal vodja na novem oddelku za industrijsko raziskovanje. Od leta 1926 do 1929 je deloval kot izredni profesor, od leta 1929 do 1947 kot redni profesor in od leta 1947 do 1949 pa kot upokojeni profesor.
Med delom na Harvardu se je pridružil in oblikoval raziskave, ki so preučevale osebne in socialne faktorje, ki determinirajo delovni učinek (Hawthorne študije). Večino njegov raziskav je v času delovanja na Harvardu podpiral Rockefellerjev sklad. Kot poklon Mayu je bila v Avstraliji ustanovljena šola The Elton Mayo School of Management.
Med drugo svetovno vojno je Mayo prispeval k razvoju na področju izobraževanja v superviziji znotraj svojega programa Izobraževanje v industriji (Training within industry), ki je bil široko sprejet v ZDA.
Zadnji dve leti življenja je deloval tudi kot svetovalec britanski vladi na področju težav v industriji.

## Delo

### Teorija odnosov med ljudmi
Elton Mayo je znan tudi kot ustanovitelj teorije odnosov med ljudmi. Ta se nanaša na raziskovalce organizacijskega razvoja, ki preučujejo vedenje ljudi v skupinah, posebno v delovnih skupinah. Začelo se je s Hawthorne študijami.

### Hawthorne študije
Elton Mayo je bil tesno povezan s Hawthorne študijami, industrijsko raziskavo, ki je potekala na Western Electric Company v Illionisu, med 1928 in 1933. Hawthorne študija je bila razdeljena na dve fazi. Prva faza je vključevala opazovanje zaposlenih, ki so bili izpostavljeni različnim situacijam v svojih delovnih pogojih z namenom, da bi videli, kako spremembe (npr. sprememba svetlobe) vplivajo na delovno učinkovitost.

#### Prva faza

##### Študija sestavljanja relejev
V tem eksperimentu sta sodelovali dve skupini po šest žensk. Vsaka od skupin je bila v svoji sobi, kjer so spreminjali število delovnih ur, dolžino odmorov, odmorov za kosila ... Same so si lahko izbirale dolžino odmorov in podajale predloge. Učinek se je povečal v obeh sobah. Zaključki so bili, da so socialni odnosi med delavci, sodelovanje pri odločanju imeli večji učinek kot pa delovni pogoji.

##### Študija z vezji
Skupina 14 delavcev je bila opazovanih pol leta. Študija je bila zasnovana, da bi ugotovili, kako denarne spodbude vplivajo na produktivnost. Presenetljivo se je pokazalo, da je učinkovitost upadla. Pokazalo se je tudi, da so bili delavci bolj odzivni na socialno moč s strani njihove skupine, kot pa na kontrolo in spodbude uprave.

#### Druga faza
Druga faza je vključevala zaupne intervjuje z 20 000 delavci. Mayo je kasneje tudi preučeval delavce v drugih tovarnah in postal glavni predstavnik teorije odnosov med ljudmi. Ta teorija se je osredotočala na čustva posameznika, ki je delal v organizaciji in trdila, da bi se teorija menedžmenta morala najbolj zanimati za interpersonalne odnose. Podjetje, ki bi prepoznalo človekove potrebe, ideje in pripombe naj bi tako zvišala učinkovitost in moralo.
Zaključil je, da je delovna učinkovitost odvisna tako od socialnih zadev kot tudi od zadovoljstva z delom.

### Povzetki Eltonovih zaključkov:
- Posamezniki ne smejo biti tretirani v izolaciji, ampak morajo biti videni kot člani skupine.
- Denarne spodbude in dobri delovni pogoji so manj pomembni za posameznika kot pripadnost skupini.
- Neformalne skupine, ki so nastale med delom, imajo močan učinek na vedenje delavcev v tej skupini.
- Direktorji se morajo zavedati socialnih potreb in skrbeti za to, da bi omogočili zaposlenim sodelovanje z organizacijo in ne proti organizaciji.

### Navodila za intervjuje
- Osebi, ki je intervjuvana, nameni svojo polno pozornost.
- Poslušaj, ne govori.
- Med intervjujem se nikoli ne prepiraj, nikoli ne dajaj nasvetov.
- Poslušaj, kaj intervjuvanec želi povedati, česa ne želi povedati in česa ne more povedati brez pomoči.
- Medtem, ko poslušaš, načrtuj vzorec. Povezuj, kar je bilo povedano, vendar delaj to s previdnostjo, ne obračaj ali dodajaj besed, ampak razjasnjuj.[9]

### Publikacije
- Democracy and Freedom (1919)
- The Human Problems of an Industrial Civilization (1933)
- The Social Problems of an Industrial Civilization (1945)
- Teamwork and Labor Turnover in the Aircraft Industry of Southern California (1944)
- The Political Problem f an Industrial Civilization (1947)
- Notes on the Psychology of Pierre Janet (1947)

## Kritike
Sociolog Daniel Bell je kritiziral Eltona Maya in druge industrijske psihologe, da "prilagajajo ljudi strojem", namesto, da bi povečali človeško sposobnost ali svobodo. James Hoopes je leta 2003 kritiziral Maya za "zamenjavo terapije z demokracijo.